# Owain Gwynedd
Owain ap Gruffudd (født ca. 1100, død 23. eller 28. november 1170) var konge af Gwynedd i det nordlige Wales fra 1137 frem til sin død i 1170, og efterfulgte sin far Gruffudd ap Cynan. Han kaldes også Owain den Store (walisisk: Owain Mawr) og var den første person, der brugte titlen "fyrste af Wales". Han betragtes som den mest succesfulde af alle fyrsterne i det nordlige Wales,indtil hans barnebarn Llywelyn den Store. Han blev kendt som Owain Gwynedd (middelwalisisk Owain Gwyned, "Owain af Gwynedd") for at kende ham fra den samtidige kong Powys Wenwynwyn, Owain ap Gruffydd ap Maredudd, der blev kendt som Owain Cyfeiliog.